# Обертон

Колебания струны: 1 — колебание по всей длине образует основной тон, 2 — колебание половинок образует второй обертон, 3 — колебание третей — третий обертон и т.д.

Оберто́ны (нем. Ober — высокий, Ton — звук) в акустике — призвуки, входящие в спектр музыкального звука; высота обертонов выше основного тона (отсюда название). Наличие обертонов обусловлено сложной картиной колебаний звучащего тела (струны, столба воздуха, мембраны, голосовых связок и т.д.): частоты обертонов соответствуют частотам колебания его частей.
Обертоны бывают гармоническими и негармоническими. Частоты гармонических обертонов больше частоты основного тона в 2, 3, 4, 5 и т.д. раз (кратность равна натуральному числу). Гармонические обертоны вместе с основным тоном называются гармониками и образуют натуральный звукоряд.
В таблице дан пример для основного тона «до» большой октавы. По каждому обертону на нотном стане приведена ближайшая к нему нота (для обертонов с большими номерами иногда нот две, если обертон располагается по высоте грубо посередине между ними). В последних строках представлены частота обертона, частота ближайшей ноты и отклонение.
| Обертон                     | 1       | 2       | 3       | 4       | 5       | 6       | 7                        | 8       |
| Гармоника                   | 1       | 2       | 3       | 4       | 5       | 6       | 7                        | 8       |
| Нотация                     | C       | c       | g       | c1      | e1      | g1      | h1{\displaystyle \flat } | c2      |
| Частота гармоники, Гц       | 65.4064 | 130.813 | 196.219 | 261.626 | 327.032 | 392.438 | 457.845                  | 523.251 |
| Отклонение от темпер., Цент | —       | —       | +1.96   | —       | −13.69  | +1.96   | −31.17                   | —       |
| Темперированная частота, Гц | 65.4064 | 130.813 | 195.998 | 261.626 | 329.628 | 391.995 | 466.164                  | 523.251 |

| Обертон                     | 9       | 10      | 11      | 11                        | 12      | 13                       | 13      | 14                       | 15      | 16      |
| Гармоника                   | 9       | 10      | 11      | 11                        | 12      | 13                       | 13      | 14                       | 15      | 16      |
| Нотация                     | d2      | e2      | f2      | f2{\displaystyle \sharp } | g2      | a2{\displaystyle \flat } | a2      | h2{\displaystyle \flat } | h2      | c3      |
| Частота гармоники, Гц       | 588.658 | 654.064 | 719.470 | 719.470                   | 784.877 | 850.283                  | 850.283 | 915.690                  | 981.096 | 1046.50 |
| Отклонение от темпер., Цент | +3.91   | −13.69  | +51.32  | −48.68                    | +1.96   | +40.53                   | −59.47  | −31.17                   | −11.73  | —       |
| Темперированная частота, Гц | 587.330 | 659.255 | 698.456 | 739.989                   | 783.991 | 830.609                  | 880.000 | 932.328                  | 987.767 | 1046.50 |

В реальных физических ситуациях (например, при колебаниях массивной и жёсткой струны) частоты обертонов могут заметно отклоняться от величин, кратных частоте основного тона — такие обертоны называются негармоническими. Присутствие негармонических обертонов в колебаниях струн музыкальных инструментов приводит к феномену неточного равенства между рассчитанными частотами равномерно темперированного строя и реальными частотами правильно настроенного фортепиано (см. Кривые Рейлсбека).
Ввиду исключительной важности для музыки именно гармонических обертонов (и относительной малозначимости негармонических) вместо «гармонический обертон» в музыкально-теоретической (но не в физической) литературе часто пишут «обертон» без каких-либо уточнений.
Обертон может быть колебанием частей звучащего тела, выраженных как аликвотными дробями (1/2, 1/3, 1/4 и т.д.), так и неаликвотными (например, при колебании звучащего элемента ударного инструмента с неопределённой высотой звука, такого как там-там). Каждый обертон имеет порядковый номер, обозначающий, какая часть струны колеблется. Звукоряд, состоящий из основного тона и его гармонических обертонов, называется натуральным (обертоновым) звукорядом. Количество, характер и относительные интенсивности обертонов определяют тембр инструмента, тем самым обеспечивая специфику его звучания. 
Обычно начальные 10 обертонов прослушиваются по высоте и сливаются друг с другом в аккорды. Остальные прослушиваются плохо или не прослушиваются вообще.

## Использование обертонов в музыке
Обертоны (как гармонические, так и негармонические) стали основным звуковым материалом для ряда экспериментальных сочинений (чаще электронных «реализаций») последней трети XX века, обобщённо именуемых тембральной, или спектральной музыкой.